# شهادات سجين فرنسي لدى جيش التحرير الوطني
شهادات سجين فرنسي لدى جيش التحرير الوطني فيلم وثائقي من إنتاج التلفزيون الجزائري  عام 2010م للمخرج سليم عقار حيث شارك في مهرجان أميان الدولي للسينما عام 2010م.

## موضوع الفيلم
يتطرق الفيلم لأسير فرنسي المدعو René Rouby ريني روببي ,وقع قي قبضة جيش التحرير الوطني بمنطقة أكفادو عام 1958م حيث كانت المنطقة تابعة لسلطة العقيد عميروش حيث مكث في الأسر 114يوم.
ويروي الأسير ظروف اعتقاله وتتضح شهادته من خلال مقتطفات فيلمي دورية نحو الشرق والأفيون والعصا.